# Thaumaglossa libochor
Thaumaglossa libochor is een keversoort uit de familie spektorren (Dermestidae). De wetenschappelijke naam van de soort werd in 1952 gepubliceerd door Beal.